# Friday (film)
Pour les articles homonymes, voir Friday.
Série
Next Friday
(2000)
Pour plus de détails, voir Fiche technique et Distribution.
Friday est un film américain réalisé par F. Gary Gray et sorti en 1995. Il s'agit du premier long métrage du réalisateur.
Le film est un succès commercial à sa sortie. Il devient un film culte et connait deux suites : Next Friday (2000) et Friday After Next (2002) ainsi qu'une série d'animation.

## Synopsis
Craig Jones vit dans le quartier de South Central à Los Angeles avec ses parents et sa sœur Dana. Alors qu'il vient de se faire renvoyer, son père lui met la pression pour qu'il retrouve rapidement un emploi. Craig décide cependant de passer cette journée de vendredi avec son ami Smokey, tout aussi fainéant. Ce dernier réussit à convaincre Craig de fumer pour la première fois de la marijuana. Mais un trafiquant de drogue, nommé Big Worm, leur réclame 200 dollars de ce qu'ils ont fumé. Ils doivent payer leur dette vendredi soir, à tout prix.

## Fiche technique
Sauf indication contraire, les informations mentionnées dans cette section peuvent être confirmées par la base de données cinématographiques IMDb,  présente dans la section « Liens externes ».
- Titre original et français : Friday
- Réalisation : F. Gary Gray
- Scénario : Ice Cube et DJ Pooh
- Direction musicale : Frank Fitzpatrick
- Photographie : Gerry Lively
- Montage : John Carter
- Production : Patricia Charbonnet
- Sociétés de production : New Line Cinema et Priority Films
- Société de distribution : New Line Cinema
- Pays de production :  États-Unis
- Langue originale : anglais
- Format : noir et blanc / couleur - Dolby Digital - 35 mm - 1.85:1
- Budget : 3,5 millions de dollars
- Genre : comédie stoner
- Durée : 91 minutes, 97 minutes (version director's cut)
- Dates de sortie :
  - États-Unis : 26 avril 1995
  - France : 7 mars 2001 (directement en vidéo)

## Distribution
- Ice Cube (VF : Lionel Henry) : Craig Jones
- Chris Tucker (VF : Lucien Jean-Baptiste) : Smokey
- Nia Long (VF : Annie Milon) : Debbie
- John Witherspoon (VF : Pascal Renwick) : M. Jones
- Tommy « Tiny » Lister (VF : Benoît Allemane) : Deebo
- Anna Maria Horsford (VF : Michèle Buzynski) : Mme Jones
- Regina King (VF : Nathalie Karsenti) : Dana Jones
- Paula Jai Parker (VF : Maïk Darah) : Joi
- Faizon Love (VF : Thierry Mercier) : Big Mac
- Demetrius Navarro : Hector
- DJ Pooh (VF : Jean-Michel Martial) : Red
- Bernie Mac (VF : Daniel Kamwa) : le pasteur Clever
- Vickilyn Reynolds (VF : Odile Schmitt) : Joann
- Kathleen Bradley : Mme Parker
- Tony Cox : M. Parker
- Angela Means : Felisha
- Anthony Johnson (VF : Christophe Peyroux) : Ezal
- Ronn Riser : Stanley
- Jason Bose Smith : Lil' Chris
- Yvette Wilson (VF : Fatiha Chriette) : Rita
- Meagan Good : une enfant
- F. Gary Gray : l'homme noir à la boutique
- Michael Clarke Duncan : le joueur de craps (non crédité)

 Source et légende : version française (VF) sur RS Doublage

## Production
Après la sortie de films comme Colors (1988) Boyz n the Hood (1991) — qui dépeignent des quartiers dangereux —, Ice Cube et DJ Pooh veulent mettre en valeurs certains éléments plus légers de la vie dans ces banlieues. Par conséquent, les deux compères décident de créer eux-mêmes un film qui dépeindrait cet environnement avec un ton plus proche de la comédie.
Il s'agit du troisième script écrit par Ice Cube, les deux précédents n'ayant jamais été développés. Le rappeur ambitionne alors d'en faire un hood film « classique [...] qui sera regardé encore et encore et encore. » Il avouera que de nombreux éléments sont autobiographiques et que la plupart des évènements se sont passés dans son voisinage. Le personnage de Smokey s'inspire du passé de comme dealer. Ice Cube s'inspire par ailleurs de l'un de ses cousins qui avait été renvoyé d'UPS.
Ice Cube et DJ Pooh se rendent ensuite compte de leur inexpérience comme cinéastes pour séduire les majors du cinéma. Ils évoquent l'idée de l'autofinancer. Tourner en noir et blanc pour faire des économies est un temps envisagé. Le duo décide finalement d'approcher New Line Cinema pour produire le film, qui voulait reproduire le succès du récent House Party (1990) de Reginald Hudlin
New Line Cinema accepte de financer le projet mais insiste pour que le rôle Smokey, initialement prévu pour DJ Pooh, soit tenu par un acteur expérimenté. Chris Rock et Tommy Davidson sont alors envisagés,. Ice Cube et DJ Pooh portent leur choix sur Chris Tucker, qu'ils ont découvert dans Def Comedy Jam (en). Cependant, sa première audition ne sera pas une réussite. Il finira cependant par obtenir le rôle.
Ice Cube était très impliqué dans le choix du réalisateur. Le choix se porte sur F. Gary Gray. Bien qu'il n'a réalisé aucun long métrage, ce dernier a mis en scènes de nombreux clips notamment pour Ice Cube.
Gray said that Ice Cube starring in a comedy "scared the shit out of me," as he doubted whether audiences would buy into Cube portraying a role so different from his public persona. Gray explained, "Ice Cube was the toughest man in America, and when you take someone [who] delivers hard-hitting social issues in hardcore gangsta rap, and who has a hardcore view on politics, you would never think comedy."
Le tournage se déroule à l'été 1994 à Los Angeles en Californie, notamment sur la 126e rue, ainsi qu'à West Athens et Gardena. Il ne dure que 12 jours.

## Bande originale
La bande originale de Friday est composée de titres rap et R'n'B de Dr. Dre, Ice Cube et bien d'autres. Elle a été commercialisée le 11 avril 1995 aux États-Unis. L'album s'est classé n°1 au Billboard 200 pendant 2 semaines ainsi qu'au Top R&B/Hip-Hop Albums. Il est certifié double disque de platine le 4 juin 1996.
Le titre Keep Their Heads Ringin' de Dr. Dre s'est classé 10e au Billboard Hot 100 et 1er au Hot Rap Tracks et a été certifié disque d'or le 10 mai 1995
En 2005, pour le 10e anniversaire de la sortie du film, Priority Records réédite l'album avec un disque bonus contenant 11 titres intitulé Old School Friday (More Music from the Original Motion Picture). On retrouve neuf titres que l'on peut entendre dans le film ainsi que deux autres titres (The Chase et Hangin' in the Hood) de Hidden Faces. Par ailleurs, deux titres présents dans le film sont absents de l'album : Hittin' Corners de K-Dee et Control de Janet Jackson.
| Liste des titres | Liste des titres                                                      | Liste des titres | Liste des titres                | Liste des titres | Liste des titres | Liste des titres | Liste des titres | Liste des titres | Liste des titres |
| No               | Titre                                                                 | Auteur | Producteurs                     | Durée            |                  |                  |                  |                  |                  |
| ---------------- | --------------------------------------------------------------------- | --- | ------------------------------- | ---------------- | ---------------- | ---------------- | ---------------- | ---------------- | ---------------- |
| 1.               | Friday (interprété par Ice Cube)                                      | - O'Shea Jackson - Gato Barbieri - Jimmy Castor - John Pruitt | Ice Cube                        | 3:49             |                  |                  |                  |                  |                  |
| 2.               | Keep Their Heads Ringin' (interprété par Dr. Dre & Nancy Fletcher)    | - Andre Young - Samuel Anderson - James Anderson - Angela Brown - Cheryl Cook - Gwendolyn Chisolm - Sylvia Robinson                                                                   | - Dr. Dre - Sam Sneed (co.)     | 5:06             |                  |                  |                  |                  |                  |
| 3.               | Friday Night (interprété par Scarface & CJ Mac)                       | - Brad Jordan - Bryan Ross - Joseph Johnson | N.O. Joe                        | 3:40             |                  |                  |                  |                  |                  |
| 4.               | Lettin' Niggas Know (interprété par Threat)                           | - Corey Lloyd Brown - Mark Jordan - Rashad Coes - Chris Jasper - Ernie Isley - Jermaine Dupri - Preston Laccitiello - Marvin Isley - O'Kelly Isley Jr. - Ronald Isley - Rudolph Isley | - DJ Pooh - Rashad Coes         | 4:30             |                  |                  |                  |                  |                  |
| 5.               | Roll It Up, Light It Up, Smoke It Up (interprété par Cypress Hill)    | - Louis Freese - Lawrence Muggerud | DJ Muggs                        | 3:31             |                  |                  |                  |                  |                  |
| 6.               | Take a Hit (interprété par Mack 10)                                   | Dedrick Rolison | Ice Cube                        | 4:36             |                  |                  |                  |                  |                  |
| 7.               | Tryin' to See Another Day (interprété par The Isley Brothers)         | - E. Isley - R. Isley - Angela Winbush | - Ronald Isley - Angela Winbush | 3:37             |                  |                  |                  |                  |                  |
| 8.               | You Got Me Wide Open (interprété par Bootsy Collins & Bernie Worrell) | - William Collins - Bernard Worrell - Jackson | - Bootsy Collins - Ice Cube     | 4:47             |                  |                  |                  |                  |                  |
| 9.               | Mary Jane (interprété par Rick James)                                 | James Ambrose Johnson |                                 | 3:59             |                  |                  |                  |                  |                  |
| 10.              | I Wanna Get Next to You (interprété par Rose Royce)                   | Norman Whitfield |                                 | 3:57             |                  |                  |                  |                  |                  |
| 11.              | Superhoes (interprété par Funkdoobiest)                               | - Jason Vasquez - Ralph Medrano - Muggerud | - DJ Muggs - DJ Ralph M         | 3:44             |                  |                  |                  |                  |                  |
| 12.              | Coast II Coast (interprété par Tha Alkaholiks)                        | - Rico Smith - James Robinson - Eric Brooks | E-Swift                         | 5:08             |                  |                  |                  |                  |                  |
| 13.              | Blast If I Have To (interprété par E-A-Ski)                           | - Shon Adams - Mark Ogleton | - E-A-Ski - CMT                 | 4:01             |                  |                  |                  |                  |                  |
| 14.              | Hoochie Mama (interprété par 2 Live Crew)                             | - David Hobbs - Luther Campbell - Chris Wong Won - Mark Ross | 2 Live Crew                     | 3:01             |                  |                  |                  |                  |                  |
| 15.              | I Heard It Through the Grapevine (interprété par Roger Troutman)      | - Whitfield - Barrett Strong | Roger Troutman                  | 6:48             |                  |                  |                  |                  |                  |
| 1:04:08          |                                                                       | |                                 |                  |                  |                  |                  |                  |                  |

| 1.  | Mary Jane                                | Rick James               |  |
| 2.  | Low Rider                                | War                      |  |
| 3.  | Freddie's Dead                           | Curtis Mayfield          |  |
| 4.  | The Way You Do Things You Do             | The Temptations          |  |
| 5.  | I Wanna Get Next to You                  | Rose Royce               |  |
| 6.  | I Heard It Through the Grapevine         | Gladys Knight & the Pips |  |
| 7.  | Little Child Running Wild                | Curtis Mayfield          |  |
| 8.  | Get Up (I Feel Like Being a) Sex Machine | James Brown              |  |
| 9.  | Heartbreaker (Part I, Part II)           | Zapp                     |  |
| 10. | The Chase                                | Hidden Faces             |  |
| 11. | Hangin' in the Hood                      | Hidden Faces             |  |

Samples
- Friday contient des samples de Last Tango in Paris Gato Barbieri et de The Bertha Butt Boogie Part 1 de Jimmy Castor Bunch.
- Keep Their Heads Ringin' contient un sample de Funk You Up de The Sequence
- Lettin' Niggas Know contient un sample de So Funkdafied de Da Brat.

## Suites
Le film connaitra deux suites :
- 2000 : Next Friday de Steve Carr
- 2002 : Friday After Next de Marcus Raboy (en)

Une série animée de 8 épisodes, Friday: The Animated Series, est diffusée sur la chaîne américaine MTV2 en juin 2007.